# Młynarz (skała)
Młynarz – skała na wzniesieniu Góra Zborów w miejscowości Kroczyce w województwie śląskim, w powiecie zawierciańskim, w gminie Kroczyce. Wzniesienie to należy do tzw. Skał Kroczyckich i znajduje się w obrębie rezerwatu przyrody Góra Zborów na Wyżynie Częstochowskiej.
Młynarz jest najbardziej na północny zachód wysuniętą skałą w grupie skał zwanych Młynarzami. Przez wspinaczy skalnych opisywany jest jako Młynarz I i Młynarz II. Zbudowany jest z wapieni, ma wysokość 12 m i znajduje się na otwartym terenie. Jego lokalizację pokazuje tablica informacyjna zamontowana przy wejściu do rezerwatu przyrody Góra Zborów. Na Młynarzu uprawiana jest wspinaczka skalna i wśród wspinaczy jest on bardzo popularny. Poprowadzili na nim 14 dróg wspinaczkowych o trudności od IV do VI.2 w skali polskiej. Na większości z nich zamontowano stałe punkty asekuracyjnye; ringi (r) i stanowiska zjazdowe (st).

## Drogi wspinaczkowe
Młynarz I
1. Prawy kant Młynarza; 4r + ST VI.1+/2
2. Plemnik; 4r + st, VI+
3. Direttisima; 4r + st, VI
4. Środek Młynarza; 5r + st, VI
5. Prawy Młynarz; 4r + st, V+
6. Raj kursantów; 3r + st, VI
7. Kant kursantów; 3r + st, IV

Młynarz II
1. Fraszka; 3r + st, VI+
2. Ja se netoperek; 4r + st, VI.1+
3. Skośna rysa; 3r + st, III
4. Bez nazwy; 3r + st, V
5. Młynarzowa piątka; 4r + st, V
6. Bardzo lewy kant Młynarza; 5r + st, V+
7. Lewy kant Młynarza; 3r + st, VI.1[3].

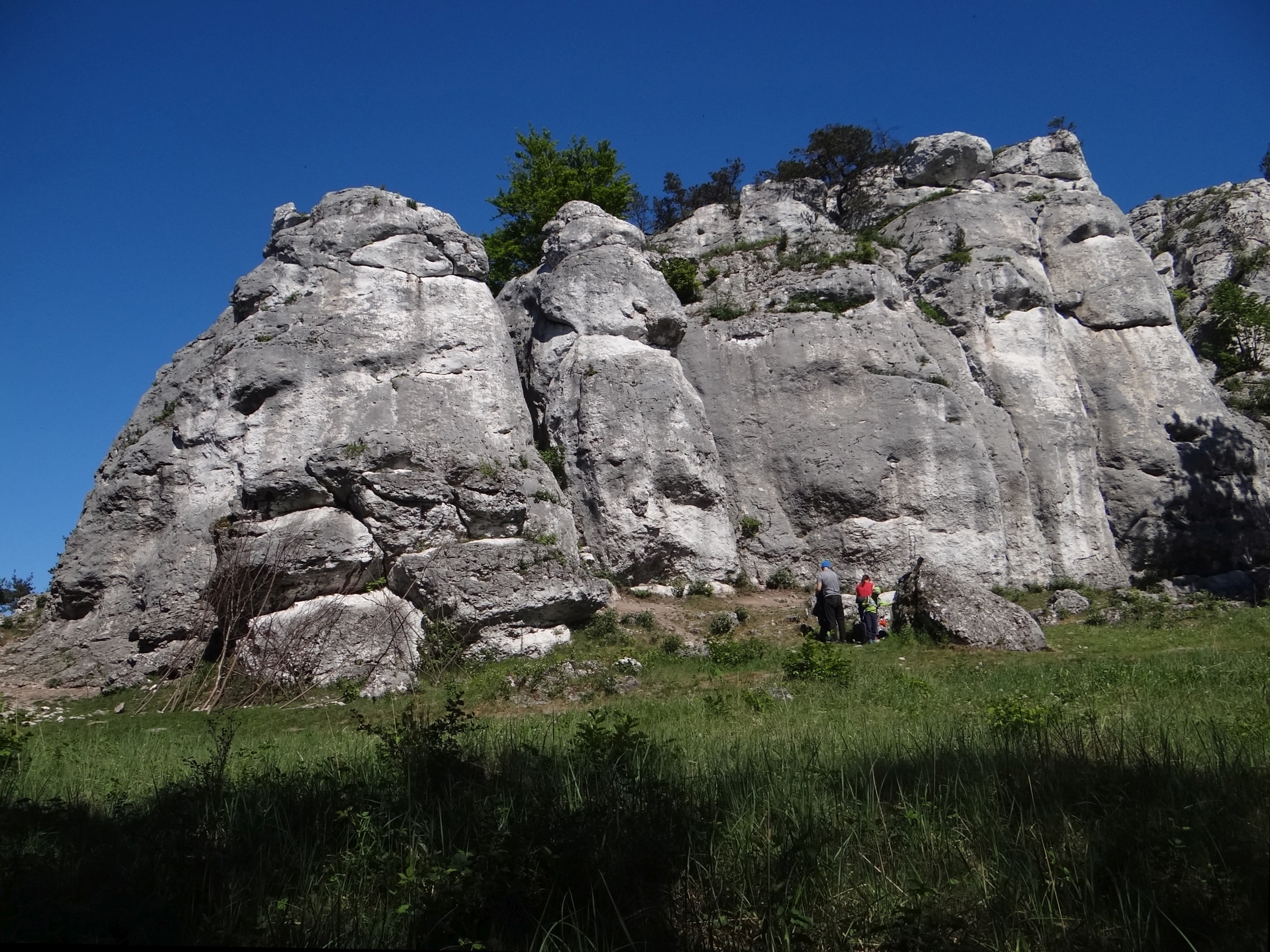
Grupa Młynarze
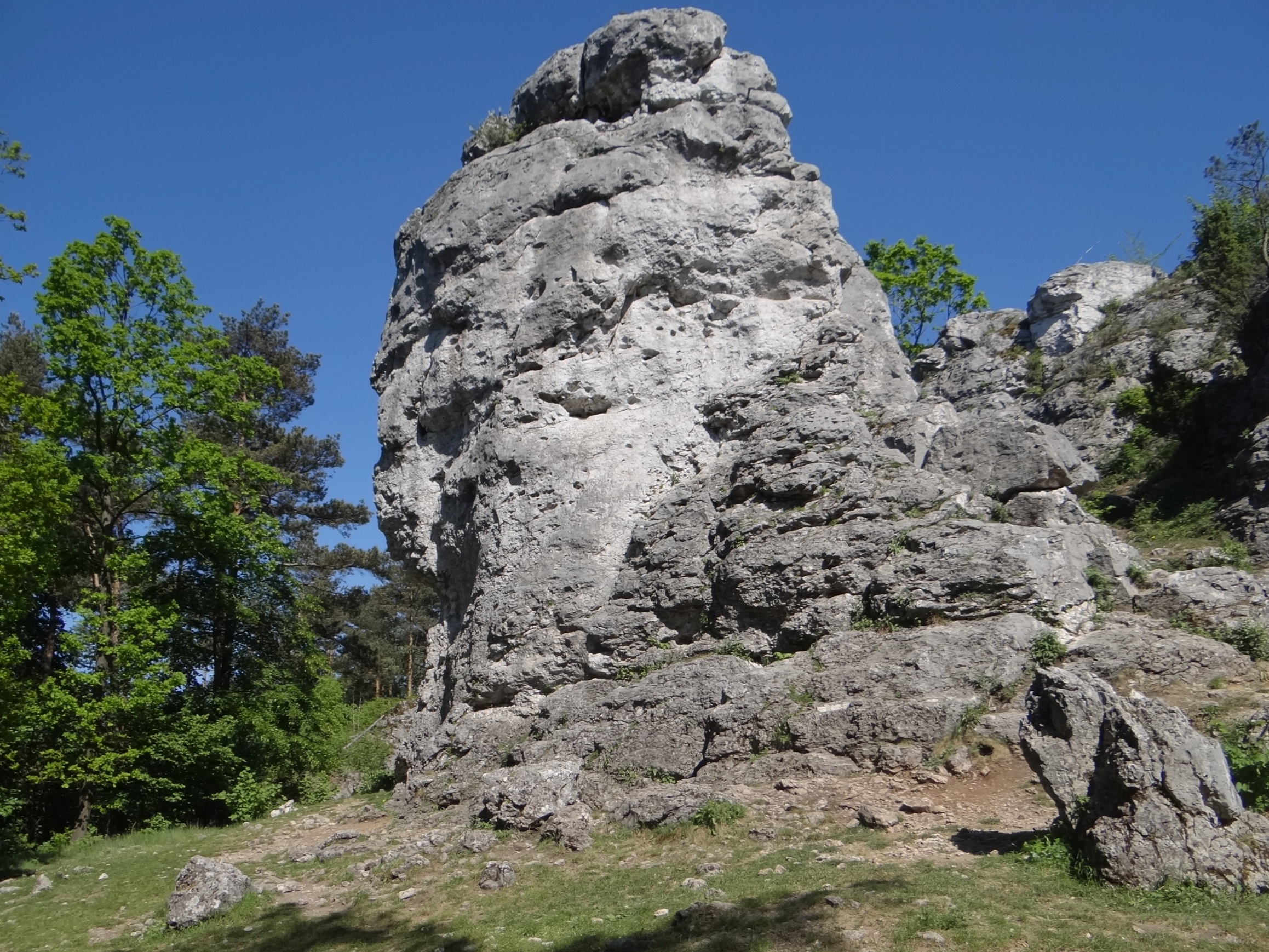
Młynarz od południa
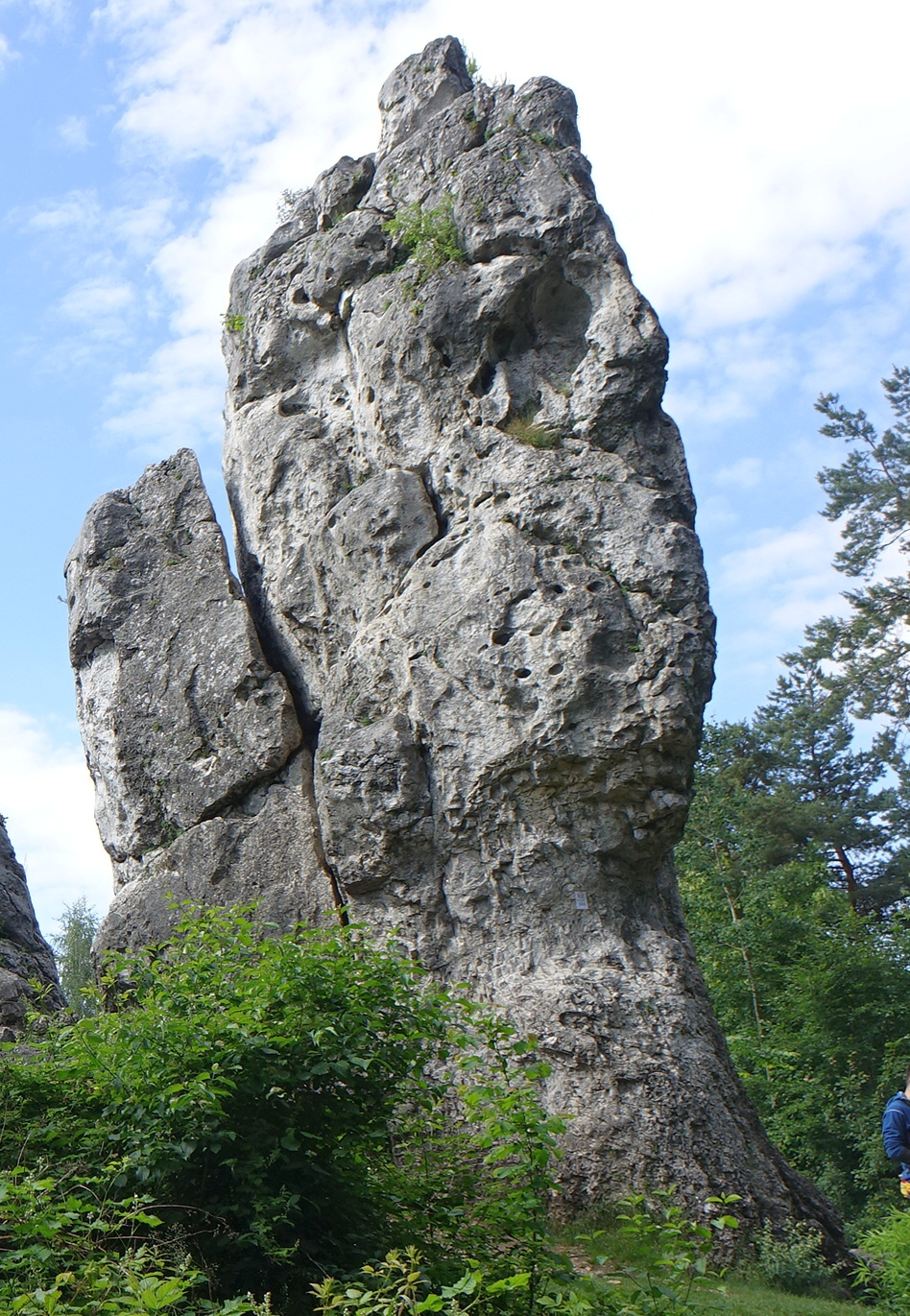
Młynarz od północy
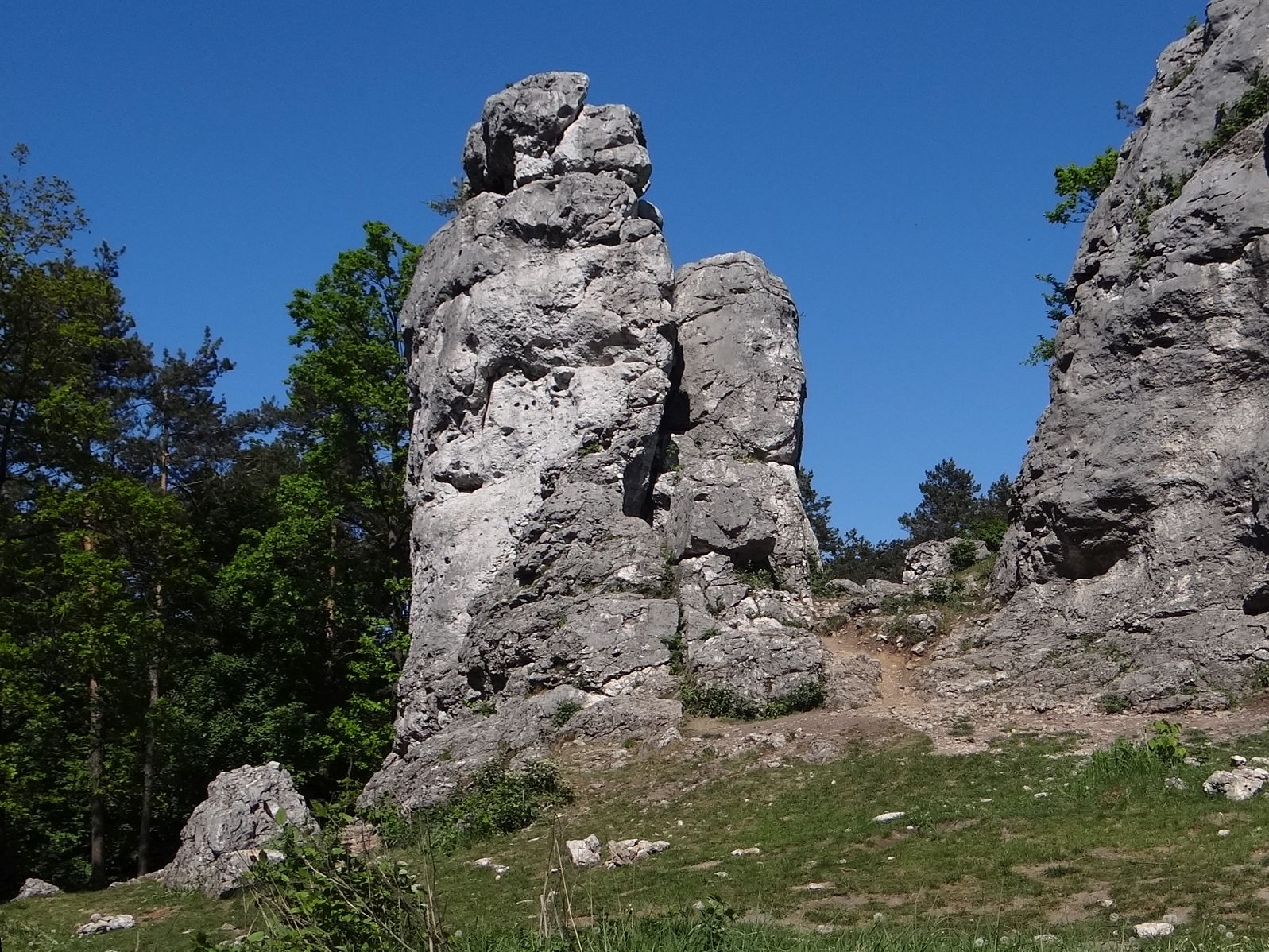
Młynmarz od wschodu

## Piesze szlaki turystyczne
Obok Młynarza prowadzą 2 szlaki turystyczne.
 Szlak Orlich Gniazd: Góra Janowskiego – Podzamcze – Karlin – Żerkowice – Morsko – Góra Zborów – Zdów-Młyny – Bobolice – Mirów – Niegowa.
 Szlak Rzędkowicki: Mrzygłód – Myszków – Góra Włodowska – Rzędkowickie Skały – Góra Zborów (parking u stóp góry)